# Prepona magina
Prepona magina är en fjärilsart som beskrevs av Hans Fruhstorfer. Prepona magina ingår i släktet Prepona och familjen praktfjärilar. Inga underarter finns listade i Catalogue of Life.